# Australia en los Juegos Olímpicos de París 1900
Australia estuvo representada en los Juegos Olímpicos de París 1900 por un total de 2 deportistas que compitieron en 2 deportes.

## Medallistas
El equipo olímpico australiano obtuvo las siguientes medallas:
| Nombre         | Deporte   | Competición            |
| -------------- | --------- | ---------------------- |
| Oro            |           |                        |
| Frederick Lane | Natación  | 200 m libre M          |
| Frederick Lane | Natación  | 200 m con obstáculos M |
| Plata          |           |                        |
| —              |           |                        |
| Bronce         |           |                        |
| Stanley Rowley | Atletismo | 60 m M                 |
| Stanley Rowley | Atletismo | 100 m M                |
| Stanley Rowley | Atletismo | 200 m M                |